# Tapeçarias Valois

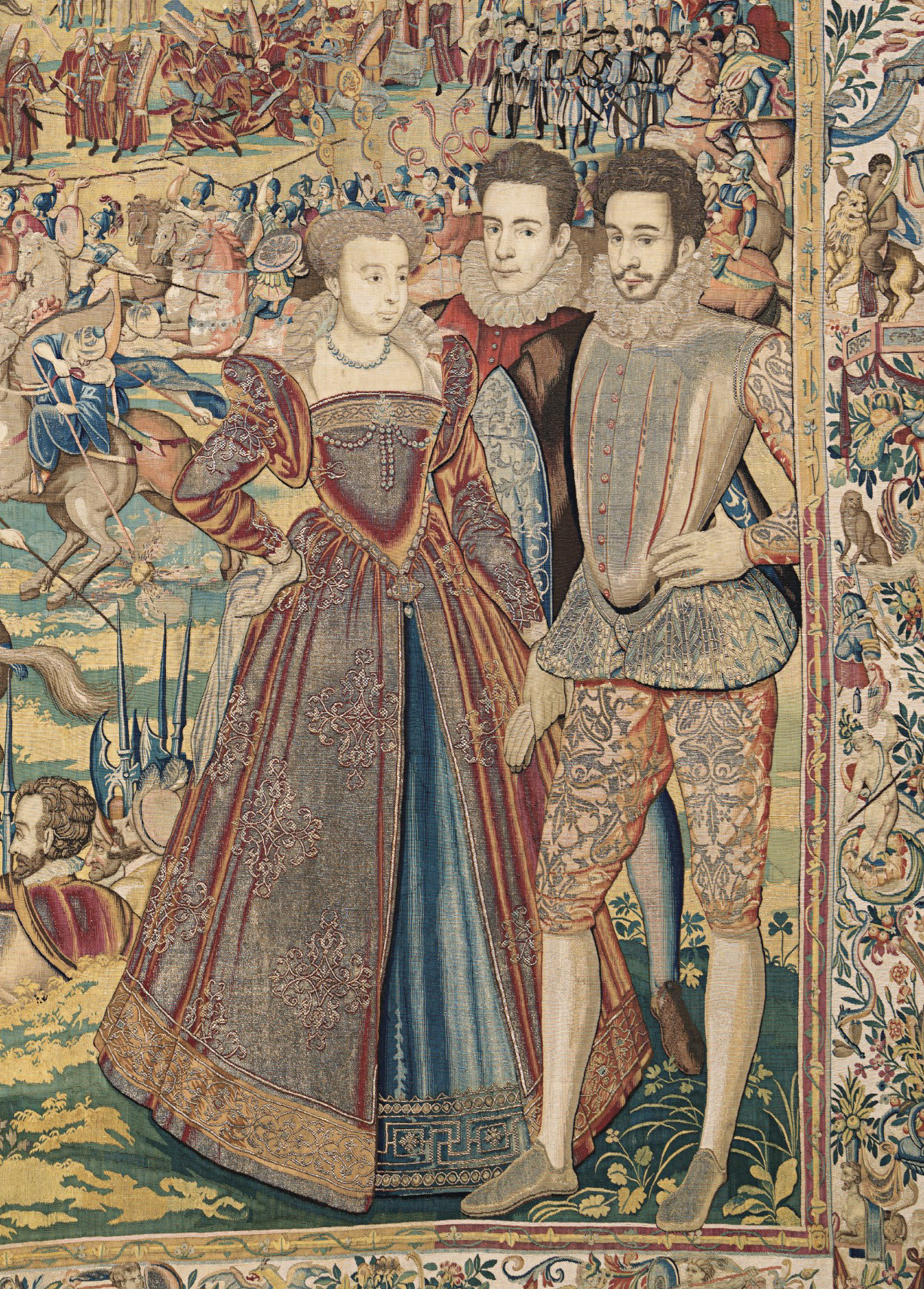
Margarida de Valois e seu irmão Francisco, Duque de Anjou (direita) são retratados nas Tapeçarias Valois

As Tapeçarias Valois são uma série de oito tapeçarias retratando festas ou "magnificências", na corte da França na segunda metade do século XVI. As tapeçarias foram trabalhadas na Holanda Espanhola, provavelmente em Bruxelas ou Antuérpia, pouco depois de 1580. 
Estudiosos não firmam exatamente quem encomendou as tapeçarias ou para quem se destinam. É provável que eles foram uma vez possuídas por Catarina de Médici, mas eles não são incluídas no inventário de bens elaborados após sua morte. Ela provavelmente tinha os apresentado a sua neta Cristina de Lorena, para o casamento de Fernando I, Grão-Duque da Toscana, em 1589. As tapeçarias são armazenadas na Galleria Uffizi, em Florença, mas não estão em exibição pública.

## Composição e contexto

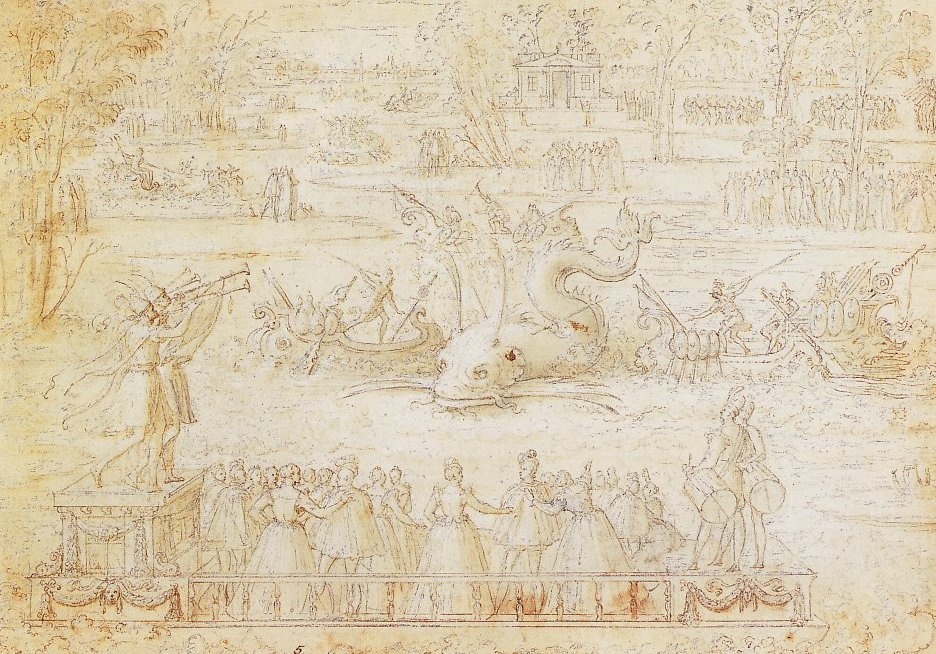
Festival da Água em Baiona. Nos projetos de Antoine Caron, faltam as figuras do primeiro plano das tapeçarias acabadas.

As tapeçarias são baseadas em seis (possivelmente oito) projetos desenhados pelo artista Antoine Caron, durante o reinado do rei Carlos IX de França (1560-1574). Estes foram modificados por um segundo artista, que revela a personalidade forte de sua autoria, para incluir grupos de figuras de corpo inteiro em primeiro plano. O historiador Frances Yates acredita que este segundo artista foi o influente Lucas de Heere.
O protestante de Heere, que morreu em 1584, tinha tapeçarias anteriormente projetadas para Catarina de Médici, na França. Em seus últimos anos, ele estava trabalhando no Flandres para Guilherme, o Silencioso, o fundador da Casa de Orange-Nassau e o aliado do filho caçula de Catarina, Francisco, Duque de Anjou. Em 1582, de Heere projetou as decorações para alegria entrada de Anjou em Gante, cidade natal de de Heere. Entre 1582, quando Anjou foi instalado como o duque de Brabante, e sua morte em 1584, quando ele ainda tinha a cidade de Cambrai, o príncipe francês contra as forças de Alessandro Farnese, Duque de Parma, governador dos Países Baixos Espanhóis. Ele encontrou-se com pouco sucesso, no entanto, devido a uma falta desesperada de fundos para pagar suas tropas. O historiador de arte Roy Strong questionou Yates da constatação de que as tapeçarias foram produzidas em Antuérpia por Lucas de Heere, sugerindo que eles contêm marcas de Bruxelas.
Yates acredita que a contribuição de Heere para as tapeçarias representou um apelo a Catarina de Médici para enviar Anjou os fundos que ele precisava para enfrentar Parma de forma eficaz. O historiador R. J. Knecht questionou essa leitura e chamou as tapeçarias de "um enigma". A razão de Henrique III e Catarina não jogar todo o peso da França por trás da campanha de Anjou, na Holanda foi a de que eles temiam provocar uma guerra com a Espanha. Knecht afirma que um presente de tapeçarias, no entanto magníficas, dificilmente teriam mudado de ideia. Mais recentemente, os historiadores Lisa Jardine e Jerry Brotton avaliaram as imagens das tapeçarias e "viraram o argumento de Yates em sua cabeça", concluindo que "as tapeçarias na verdade estão profundamente antitéticas aos protestantes, e, especificamente, causas huguenotes". Eles argumentam que os huguenotes são retratados nas tapeçarias não, como Yates acreditava, para demonstrar a tolerância dos Valois e oferecer uma visão de diferentes religiões e povos em paz, mas para ilustrar a derrota certa dos protestantes nas mãos do Valois. Eles interpretam a inclusão dos turcos ao lado dos huguenotes para indicar que ambos foram considerados "infiéis", uma associação previamente feitas nas tapeçarias de Túnis para o casamento do Habsburgo Filipe II a Maria I de Inglaterra.

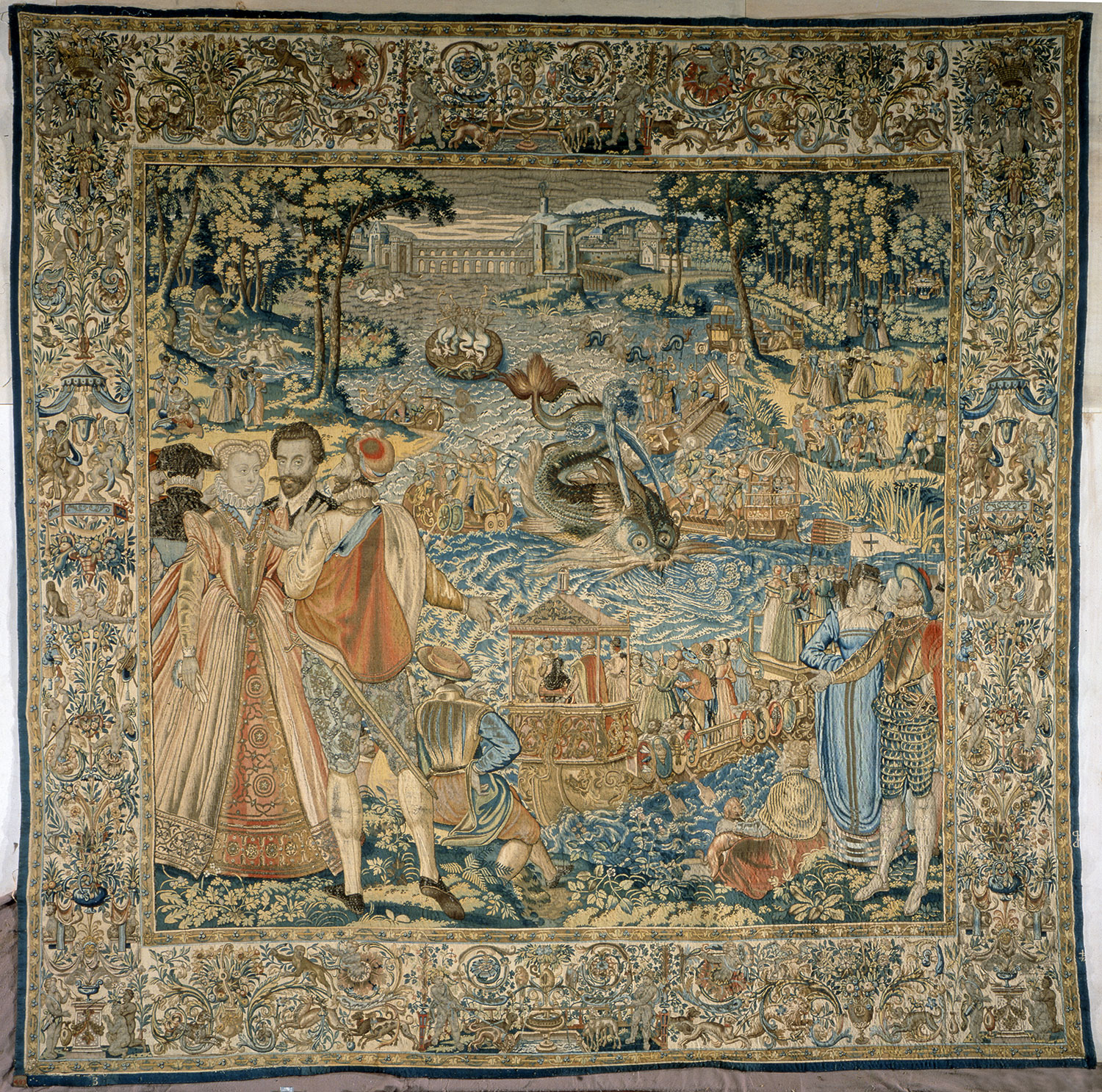
Esta tapeçaria retrata festividades na reunião dos Valois e Habsburgos na corte de Baiona, em 1565; a baleia arpoada jorrando vinho tinto.

Jardine e Brotton também sugerem que as tapeçarias Valois tem um antecedente claro nas triunfalistas tapeçarias História de Cipião projetadas por Giulio Romano para Francisco I. Yates acredita que a representação de um elefante em uma das tapeçarias foi baseado em gravuras de Anjou da encenada entrada em Antuérpia. Jardine e Brotton sugerem por sua vez que Antoine Caron baseou seus projetos para a tapeçaria Elefante em sua próprio pintura Noite de Festival com um Elefante, que por sua vez baseia-se na Batalha de Zama das tapeçarias Cipião. Eles também sustentam que a mensagem política dessas tapeçarias mantiveram parte da ética Valois, desde que o Triunfo de Cipião foi exibido durante a reunião de cúpula entre as cortes francesas e espanholas em Baiona. Knecht recomenda cautela, no entanto. A intenção óbvia das tapeçarias é glorificar a casa de Valois, além do que, ele acredita, tudo é especulação.

## Asfêtes
Os artistas parecem ter consultado relatos escritos de festivais judiciais de Catarina de Médici. Alguns dos espetáculos registrados nas tapeçarias podem ser identificados com eventos conhecidos, tais como os festivais montados em Fontainebleau e em Baiona durante o progresso real de Carlos IX de 1564-1565; e o baile realizada pelos embaixadores poloneses no Tuileries em 1573. Particularmente pródiga foram os torneios e festas realizadas em 1565 em Baiona, perto da fronteira espanhola da França, onde Catarina se reuniu com sua filha Isabel, rainha de Espanha, em meio a rituais de exibição de ambos as cortes. O último evento identificável nas tapeçarias foi realizado em 1573 no Tulherias, onde a rainha estabeleceu em um baile para embaixadores do Conselho de Administração dos poloneses, que elegeu seu filho Henrique como rei da Polônia. Os trajes usados pelos cortesões nas tapeçarias foram datados de até c. 1580.